# レッド・ブレイク
『レッド・ブレイク』（原題：Rogue Hostage）は、ジョン・キーズ監督、タイリース・ギブソン、ジョン・マルコヴィッチ、マイケル・ジェイ・ホワイト出演のアメリカのアクションスリラー映画。
日本では、ヒューマントラストシネマ渋谷とシネ・リーブル梅田で開催される「未体験ゾーンの映画たち2022」にて上映される予定である。

## あらすじ
下院議員サム・ネルソンの経営するスーパーマーケットが武装集団によって占拠され、自身や従業員に加え、娘婿の元海兵隊員カイル・スノーデンとその娘エンジェルとともに人質にされてしまう。

## キャスト
※括弧内は日本語吹替
- カイル・スノーデン - タイリース・ギブソン[3]（松田健一郎）
- サム・サフティ - ジョン・マルコヴィッチ（金尾哲夫）
- スパークス - マイケル・ジェイ・ホワイト（砂山哲英）
- イーガン・レイズ - クリストファー・バッカス[4]（荒井勇樹）
- ホリー・テイラー[6]（野椛ゆうか）
- ルナ・ローレン・ヴェレス（大島由莉子）

## 製作
2020年9月に撮影が終了した 。